# 瀬戸市立にじの丘学園
瀬戸市立にじの丘学園（せとしりつ にじのおかがくえん）は、愛知県瀬戸市にある小中一貫校。

## 概要
- 小学校と中学校の連絡先は別々であり、瀬戸市立にじの丘小学校と瀬戸市立にじの丘中学校の名称を用いる場合もある。
- 東郷町、古瀬戸町、西古瀬戸町、紺屋田町、五位塚町、馬ヶ城町、東古瀬戸町、西拝戸町、東拝戸町、東町、東洞町、南東町、西洞町、仲洞町、寺本町、王子沢町、塩草町、太子町、新明町、小空町、東明町、西窯町、中畑町、赤津町、窯元町、針原町、長谷口町、八王子町、白坂町、西白坂町、中白坂町、北白坂町、東白坂町、南白坂町、凧山町、巡間町、惣作町、鐘場町、門前町、西山路町、山路町、東山路町、上山路町、南仲之切町、蛭子町、祖母懐町、陶生町、西郷町、仲郷町、一里塚町、中山町、川合町、春雨町、上ノ切町、秋葉町、東茨町、陶栄町、東本町1・2丁目、萩殿町1-5丁目、西十三塚町、東十三塚町、下陣屋町、上陣屋町、東安戸町、安戸町、道泉町、西谷町、窯神町、背戸側町、仲切町、朝日町、栄町、陶本町1-6目、山脇町、元町1-3丁目、滝之湯町、京町1・2丁目、深川町、宮里町、湯之根町、西印所町、東印所町、泉町、宮脇町、新道町、刎田町、須原町、藤四郎町、前田町、杉塚町、薬師町、末広町1-3丁目、進陶町の一部が校区である[1][2]。
- 2003年に策定された瀬戸市小学校適正配置計画で瀬戸市内の小学校の再編が計画されたが、大きな進展はなかった。そのような中、5つの小学校（道泉小学校、深川小学校、古瀬戸小学校、東明小学校、祖母懐小学校）の児童数が予想より著しく減少し、小学校で6年間一度もクラス替えが出来ない、中学校で部活動が成立しないといったことが発生。そのため、5つの小学校に加え、同じ校区の2つの中学校（本山中学校、祖東中学校）を統合し、新たな小中一貫校を設立することとなった。校名は応募によって決定された[3]。
- 校地は祖東中学校の敷地、及び隣接の東公園の一部を使用。校舎は東公園跡地に新たに校舎（鉄筋コンクリート造・鉄骨造2階建）を建設している。

## 沿革
- 2017年（平成29年）6月29日 - 第1回 瀬戸市小中一貫校開校準備委員会が開催される。
- 2018年（平成30年）3月22日 - 小中一貫校の名称が「瀬戸市立にじの丘学園」に決定する。
- 2020年（令和2年）
  - 2月1日 - 校舎が完成する。にじの丘学園完成記念式典及び内覧会を行う。
  - 4月1日 - 瀬戸市立道泉小学校、瀬戸市立深川小学校、瀬戸市立古瀬戸小学校、瀬戸市立東明小学校、瀬戸市立祖母懐小学校、瀬戸市立本山中学校、瀬戸市立祖東中学校を統合。瀬戸市立にじの丘学園が開校。
  - 4月2日 - 最初の始業式と第1回入学式挙行。ただし、新型コロナウイルス感染拡大の影響で、一部行事が縮小するなどの影響が出た[4]。
  - 10月30日 - 第1回文化祭開催[5]。
- 2021年（令和3年）
  - 3月19日 - 第1回卒業証書授与式挙行。
  - 3月24日 - 最初の修了式挙行。

## 交通アクセス
- 名鉄バス東山線「にじの丘学園」バス停より徒歩約3分。

瀬戸駅前より【12系統】「赤津」行、【13系統】「にじの丘学園」行。
- 名鉄瀬戸線尾張瀬戸駅下車、徒歩約35分。

## 周辺施設など
- 愛知県道33号瀬戸設楽線
- 東公園
- 旧・瀬戸市立古瀬戸小学校
- 祖母懐公民館
- 東保育園
- 旧・瀬戸市立祖母懐小学校
- 愛知県立瀬戸工科高校
- 愛知朝鮮第七初級学校